# Права женщин в России
Права женщин в России — комплекс исследований о правовом положении женщины в русском обществе, а также система правил и норм, регулирующихся социальными институтами.
Согласно докладу ООН от 2020 года Россия относится к странам с высоким уровнем человеческого развития и занимает 52-е место из 189 стран по гендерному неравенству.
Традиционно русское общество являлось патриархальным, где управление семьей и зарабатывание средств к существованию возложены на мужчину, а женщине отводилось хранение семейного очага, однако в течение XX века положение изменилось. Сегодня большинство замужних женщин работают, как и мужчины.

## В традиционной семье
Исторически женщина в русском сообществе из-за правовых и культурных ограничений не могла существовать вне семьи. Традиционная русская семья была всегда большой и состояла из трёх поколений, глава семьи — «большак» был самым старшим женатым мужчиной, при этом неженатый мужчина получал более низкий статус. Семейные отношения строились на строгой иерархии: младший подчинялся старшему, женщина — мужчине, дети — родителям. В женской половине семьи создавалась также своя иерархия: наивысшим статусом пользовалась жена большака — большуха, однако право голоса в семье имели только мужчины. Если девушка выходила замуж, то переезжала в дом нового мужа и была обязана относиться с уважением к его семье. Семья составляла основную клеточку общественного организма, которая также активно продвигалась церковью. До брака девушка обязана была сохранять девственность, в противном случае для неё и её семьи это оборачивалось большим позором, осуждением со стороны деревни и впоследствии материальными лишениями семьи. Незаконнорождённые дети, хотя и были крайне редким явлением, оказывались в трудном денежном положении, так как от них зачастую отказывались отцы. Церковь толковала замужество женщины как переход в высшее состояние, перерождение, единение с новым мужем — созданием с ним «одного целого». Главной добродетелью женщины считалось «духовное воспроизводство человека» и «благословенное рождение и воспитание ребёнка», которое она могла главным образом реализовать в кругу своей или новой семьи. Важнейшими качествами женщины считались: скромность, застенчивость, смирение, великодушие, искренность, доброта, сожаление, помощь, терпение, трудолюбие, расторопность, бодрость и религиозность. Одной из главных задач для женщины считалось способность воспитать детей так, чтобы они были благосклонны, терпеливы, трудолюбивы и достойно могли продолжать традиции своей семьи.

## Требования к одежде
Ещё до распространения христианства у замужних восточнославянских женщин была обязанность покрывать головы головным убором (убрус ), а показывать волосы прилюдно считалось неприличным, отсюда происходит выражение «опростоволоситься». Распространение христианства привело к сильному укреплению этой традиции, одновременно для мужчины считалось неприемлемо молиться с покрытой головой. Среди населения бытовали мифы, что «простоволосая баба» могла якобы насылать порчу на окружающих. Требование покрывать волосы уходит корнями в древние верования, согласно которым женские волосы обладают магической силой и могут принести порчу женщине или её родным. При распространении христианства открытые волосы ассоциировались с соблазном и стали символом змея-искусителя.  Головной убор нередко указывал на социальный и семейный статус женщины, а у незамужних девушек они были более открытыми, вплоть до простого обруча или перевязки, однако их волосы нужно было обязательно завязывать в косы. После замужества женщина была обязана полностью покрывать волосы под головным убором.
Главным традиционным костюмом для женщин выступали широкие и свободные сарафаны с широкими рукавами, которые почти или полностью покрывали тело женщины кроме головы и кистей рук. В зависимости от социального статуса женщины, сарафаны могли обильно украшаться орнаментами, вышивкой и прочими украшениями. Расцветка сарафанов могла различаться в разных губерниях России, в частности, на севере преобладали синий и чёрный цвета, на юге — красные. Во времена, когда практиковалось затворничество женщины, она могла выходить за пределы дома для похода в церковь или посещения гостей с мужем во время празднеств. Как правило, домохозяйка состоятельного мужа не упускала возможность блеснуть роскошными нарядами. Церковь не противилась этому и даже поощряла, отмечая необходимость при походе в церковь «блюсти чистоту души, тела и красоту платья». Наряднее одеваться в церковь стремились и женщины из бедных семей, которым выходное платье нередко доставалось по наследству.

## История
Основным источниками, дающими возможность понять правовой и общественный статус женщины в русском обществе, выступают книги или летописи, исходя из которых, статус женщины значительно разнился в зависимости от социального статуса. Другим источником служат законодательные и прочие нормативные акты светского происхождения, сборники греко-римских, южнославянских и оригинальных русских законов, важную роль также играли мнения авторитетных деятелей церкви. Наиболее точными источниками служили так называемые «епитимийные сборники», описывающие перечень грехов, в которых должны были покаяться через исповедь. В подобных книгах были записаны нормы поведения, предписанные в том числе и женщинам, которые соответствовали реалиям того временного периода и религиозным воззрениям. Ещё одним важным источником служат записи западных путешественников, которые намеренно ставили перед собой цель описать бытовые и социальные недостатки русского общества, с целью противопоставления своей культуры «варварскому востоку».

### Дохристианский период
Летописные рассказы о древлянах, радимичах и вятичах показывают, что до распространения христианства у них широко был распространён обряд похищения невест у воды в день праздника «женитьбы» в честь богини Лады. Само похищение не было насильственным, жених и невеста договаривались о нём заранее. Также у женщины существовало право на свободный выбор супруга. Спорным остаётся вопрос о «вено», практике торговли жёнами, которые упоминали не раз арабские авторы, так как «вено» можно понимать, как синоним приданого.

### Средневековье
По данным из летописей, женщины из дворянских семей были наделены достаточно широкими полномочиями. Например Анна Всеволодовна, внучка Ярослава Мудрого выступала послом в Византии. Отмечалось, что женщины-дворянки в средневековье принимали активное участие в управлении княжествами и землями, а по мнению некоторых исследователей, обладали равным юридическим статусом в ряде феодальных республик, таких как Новгород или Псков. XII век отмечен, как период активного участия боярынь и княгинь в политической жизни русских государств, между которыми даже существовала конкуренция. Часто княгини начинали править в условиях феодальных междоусобиц, после убийства князей соперниками. Или когда князья-победители стремились распространить своё влияние с помощью родственников, в том числе и женщин. Так в период 30-50-х годов XII века Полоцкое княжество было представлено только княгинями, данная эпоха станет известной, как «Полоцкий Матриархат». Изменение общей картины произошло в после наступления ордынского ига, так в XIII веке женщины, как общественные деятели почти не упоминаются в летописях, а в основном, как жертвы захвата, плена и насилия. Женские имена стали снова упоминаться в XIV веке на фоне национально-освободительных движений ожесточённого соперничества за русский приоритет между Московским и Тверским княжествам, когда одни княгини стремились устанавливать дипломатические отношения, а другие были замешаны в политических интригах в борьбе за власть.
Известно, что с X века среди мужчин и женщин существовало разделение труда, женщины выполняли менее тяжкую работу, чем мужчины. Например, если на мужчине лежала ответственность за уход крупного скота, то женщина следила за более мелким, или же женщины занимались изготовлением одежды, а мужчины работали с топором, строили дома и прочее.
Церковный устав Ярослава написанный в XI веке указывает наказания для женщин. Высшая мера наказания — заключение в монастырь совершалась за убийство внебрачного ребёнка, заключения второго брака, если первый остаётся в силе, вступления в связь с иудеем или мусульманином. Менее суровые проступки наказывались денежным штрафом или обязательным побоем со стороны мужа. В то же время среди узкого слоя знати практиковалось затворничество женщин.

### Московская Русь
Исторически до распространения христианства русское общество жило по патриархальным законам, которые делали мужчину доминантной личностью в семье и обществе; повсеместное распространение христианства в XIII—XIV веках и внедрение его в культурную жизнь русского народа приводит к сильному ужесточению патриархальных законов и понижению социального статуса женщин и практике их затворничества, когда женщина должна была жить в пределах семейного круга и не показываться без надобности незнакомым людям. Фактическая единственная возможность выходить за пределы участка была в воскресные дни при посещении церкви, однако только с позволения отца/мужа. Также без мужчины-опекуна женщине нельзя было покупать и знакомиться с новыми людьми. В XVI—XVII вв. в зажиточных слоях существовал поцелуйный обряд, в ходе которого жена хозяина была обязана принять поцелуи от всех гостей дома.
За проступки было положено бить женщину плетью; плеть, предназначенная для жены, называлась «дурак», при этом не рекомендовалось бить жену железными и деревянными предметами. Считалось, что через побои женщина «очищается», а если этого не делать, то она обязательно впадёт в порок, а те же мужчины, которые не били своих жён, считались слабовольными и занимающимися самогубительством. Из этой эпохи произошла поговорка «Бьёт — значит любит». Известно, что крепостные женщины могли зачастую становиться жертвами изнасилования своих господ, и эта ситуация сохранялась вплоть до отмены крепостничества. С другой стороны, существовали законы, защищающие женщин, например, запрещалось выдавать замуж девушку по принуждению, а если она из-за этого намеренно наносила себе увечья или кончала самоубийством, то это заканчивалось карой для её отца; также на мужчину, обесчестившего женщину, накладывался огромный денежный штраф. Также в русском обществе было крайне важно сыновьям свято почитать своих матерей, во всём их слушаться и помогать им.
Затворничество распространялось и на женщин из знатных семей, на которых к тому же ложилось бремя ухаживать за более крупным хозяйством. В обществе образовался морально-этический кодекс домострой:

Подобает мужьям поучать жен своих с любовью и благорассудным наказанием. Жены мужей своих спрашивают о всяком благочинии, как душу свою спасти, и Богу, и мужу угодить, и дом свой хорошо строить, и во всем мужу покоряться, а что он накажет, то с любовью и со страхом внимать и творить по сему писанию. А в гости ходить и к себе звать и связываться, с кем муж велит.— «Домострой», главы XXIX, XXXIV, XXXVI, XXXVIII
Несмотря на это, феодальными княжествами могли де-факто управлять княгини — жёны князей или опекунши малолетних наследников престола, которые могли принимать важные политические решения, имели собственную печать, которая символизировала их власть в княжествах и королевствах. 
Многие женщины, помимо ведения домашнего хозяйства, также занимались земледелием и ремеслом, основная их деятельность сводилась к уборке, готовке и ткачеству. 
По примерным данным, средний возраст для вступления в брак для девочки был 12 лет, все браки совершались по договору семей, хотя ещё в 1649 году вышло «Соборное уложение», запрещающее выдавать девушку замуж раньше 15 лет. Многие девушки уже рожали детей до наступления совершеннолетия, что делало роды особенно опасными для здоровья молодой женщины. В среднем одна крестьянка за свою жизнь рожала по 7 детей, при этом лишь половина из детей доживала до совершеннолетия. Рождение первенца-сына считалось предпочтительным для женщины, если же она рожала в большинстве мальчиков, это повышало статус её мужа и семьи. Также традиционно женщина не могла получать в наследие земельные участки или становиться преемником семьи, что ставило семью в затруднительное положение, если у них не было сыновей.
Де-факто в тот временной период наибольшими правами пользовались жёны купцов, имеющие широкие права на владение имуществом из-за специфики работы их мужей и практическое отсутствие их дома, по этой причине жена проводила большую часть времени самостоятельно и у неё в распоряжении было имение мужа. Возможность управлять имуществом мужа как своим позволяло таким женщинам принимать участие в коммерческих и производственных предприятиях.
- Русская боярыня зимой
- Женщины у порога
- Молодая боярыня, не замужем
- Убор невесты
- Размолвка на террасе
- Боярская свадьба.
- За прялкой
- Чарка мёду
- За прялкой
- Боярыня
- Девушка в кокошнике
- Русские женщины в церкви
- Семья купца
- Крестьянка в сопровождении с мужчиной

### XVIII век
Впервые реформы были проведены в эпоху Петра I, когда практика женского затворничества становится незаконной. Пётр поставил курс на развитие светской направленности среди русского общества, в том числе и женщин. Для этого царь обязывал подданных приводить своих жен и дочерей на устраиваемые им увеселительные ассамблеи. Пётр также впервые вводит в моду женскую одежду из западной Европы с узкой талией, полуоткрытой грудью и спиной.
В конце XVIII века всё более популярным становится образ светской женщины, интересующейся литературой и искусством. В это время появляются женщины-писатели, учёные. В 1714 году в силу вступил закон единичного наследования, который впервые давал право наследовать женщине — старшей дочери земельное имущество, если в семье не было сыновей, остальные же женщины могли делить движимое имущество. Однако этот закон вызывал много споров среди знати; в 1730 году закон был изменён и теперь позволял ровно делить имущество между женщинами при отсутствии мужчин-наследников. С другой стороны, практика затворничества среди знати была всё ещё широко распространена среди незамужних девушек, для которых строились специальные здания, где они могли «оставаться чистыми», проводить всю свою молодость, получали домашнее образование и воспитывались быть будущими жёнами. Девушки из более бедных семей были, как правило, более открытыми и начинали работать на семью с раннего возраста. К концу XVII века встретить девушек от 15 до 18 лет было крайне редким явлением. При Петре I средний брачный возраст увеличился главным образом среди знати.
В это же время впервые появляются женщины-профессионалы, которые в основном являются гувернантками и артистками. Также видные реформы произошли в эпоху правления Екатерины II, которая поставила перед собой цель воспитания нового поколения знатных девушек и возрождения «святой нравственности» у них. Для этого создавались закрытые воспитательные заведения, куда девочку отдавали с раннего возраста, там они учили по нескольку языков, арифметику, закон божий, литературу, искусство и прочее. Помимо этого, открывались специальные училища для девочек низшего сословия. 
- Портрет Екатерины I, 1710-е годы
- Портрет неизвестной женщины
- Молодая крестьянка, Олонецкая губерния
- Шереметева Варвара, середина XVII века
- Екатерина II разъезжает на коне в мужском костюме
- Портрет неизвестной купчихи в пунцовой душегрее» 1770-е годы
- Портрет неизвестной купчихи. 1790-е годы
- Графиня Дарья Петровна Чернышёва, 1762 год

### XIX век
В 1812 году создаётся первая в истории русская женская организация — «Женское патриотическое общество». Его целью была забота о нуждающихся, прежде всего о беспризорных детях. Сходной деятельностью занимались многие жёны декабристов, которые в селениях Сибири создавали библиотеки, пункты медицинской помощи населению, организовывали лекции и концерты.  Декабристки долгое время служили образцом для подражания женских активисток конца XIX века. Борьба за равноправие женщин была значительно усложнена ещё крепко устоявшимся образом женщины, как верной спутницы мужчины, а те женщины, которые выходили за привычные рамки семьи, встречали общественное неприятие. 
Важную роль в продвижении женских прав играли так называемые «беззаконные кометы в кругу расчисленном светил» которые призывали взглянуть по-другому на устоявшиеся стереотипы, ломали старые нравственные критерии и призывали к утверждению свободы личности.
Однако в начале 1860-х годов происходит перелом в осознании общественностью женского вопроса. Появляется массовый интерес к правовому статусу русской женщины, в последующие года стали появляться многочисленные научные диссертации известных учёных и публицистов, связанные с проблемой правового статуса женщины, возможного предоставления им высших прав и проблемы эмансипации. На рубеже XIX и XX веков освещением своего исторического прошлого заинтересовались и сами женщины, тогда многочисленные активистки стали публиковать публицистические статьи, пытающиеся дать научное основание женского неравноправия, обращаясь к историческим корням. Согласно их теории, главными причинами попрании прав женщин служили «утверждения патриархальных начал», влияние православия и распространение византийской литературы. Нередко идеей свободы женщины становилась идея её свободы от брачных уз, и некоторые радикально настроенные женщины разрывали семейные узы, выражая таким образом свой протест. Реформистская идея равноправия супругов находила своё отражение в произведениях Писарева и Чернышевского, тогда впервые стало признаваться право на замужество по любви. В 1859 году женскими активистками создаются такие организации, как «Общество доставления дешёвых квартир и других пособий нуждающимся жителям Санкт-Петербурга» и «Общество для оказания материальной помощи беднейшему населению». Эти организации имели перед собой целью улучшение правового и финансового положения работниц, а также предоставление им новых рабочих мест. В 1862 году в Петербурге была образована первая женская трудовая ассоциация — «Общество женского труда». Вскоре подобные организации стали создаваться и в других крупных городах, таких, как Пермь, Харьков, Киев, Казань, Одесса и другие. В это же время женщины стали собирать многочисленные петиции в предоставлении им прав на высшее образование. В течение следующих десятилетий для женщин организовывались специальные учебные курсы, а желающие окончить высшее образование уезжали за границу, однако в будущем такие женщины имели проблемы с трудоустройством. Для них было создано специальное «Общество вспоможения окончившим курс наук», имевшее цель трудоустроить таких женщин.
В 1881 году все официальные женские организации были запрещены, что нанесло серьёзный урон многим общественным объединениям.
К концу XIX века резко возросло количество фиктивных браков, которые в основном несли за собой цель избавиться от родительской зависимости. Против фиктивных браков развернули борьбу Русская Православная Церковь и многие общественные деятели, по их утверждению, фиктивные браки говорили о начале морального разложения семейных ценностей. В основном борьба женщин велась за получение права на равное образование с мужчинами. В этот период происходило массовое разорение мелких дворянских хозяйств, что подталкивало их хозяев переезжать в крупные города. Такие люди стали называться «помещичьим пролетариатом» с ограниченными финансовыми возможностями, и для женщин из таких семей получение высшего образования было единственной возможностью для хорошей жизни.
В 1885 году вступили в силу так называемые «особые нормы охраны труда женщин», которые запрещали работать роженицам, матерям младенцев, не достигших возраста 4 недель, несовершеннолетним девушкам, а также работу в местах, причиняющих вред женскому организму (работа с вредными веществами и переносом тяжких грузов).
- Портрет княгини Н.Ф. Енгалычевой с дочерью. 1800-е
- Портрет двух подруг и фрейлин, начало XIX века
- Портрет жены тамбовского купца
- Портрет крестьянки, 1830-е годы
- Портрет купчихи Новгородская губерния. 1830-е
- Портрет сестёр-дворянок, 1840-е
- Крестьянки на крыльце, 1850-е годы
- Крестьянка ходит за водой, 1880 год
- Портрет дворянки, 1881 год
- Портрет дворянки, 1886 год
- Крестьянка с младенцем и мещанка в купе, 1891 год
- Девочка с куклой
- Крестьянка с блюдцем. 1899 год

### Начало XX века
При Николае II после 1895 года создаются многочисленные крупные женские политические структуры, целью которых было улучшение юридического и политического положения женщин, помощь им в предоставлении работы, судебных разбирательствах, облегчении их доступа к высшему образованию.
Новая, более организованная и сильная волна женского движения началась в 1905 году во время революции 1905 года, которая ставила перед собой новые цели, а именно: борьба за уравнение прав женщин всех социальных слоёв наравне с мужчинами, предоставление им равных политических и гражданских прав во всех областях жизни, допущение во все области общественной и служебной деятельности, совместное обучение женщин и мужчин и отмена законов о проституции. Тогда же был образован «Союз равноправия женщин» (СРЖ), который в апреле 1905 года провёл первый в истории женский митинг в защиту женских политических прав. Позже организация распространила своё влияние на другие города России, и в крупных городах стали создаваться так называемые женские рабочие клубы, которые открывали библиотеки, бюро труда, профессиональные курсы, мастерские женских изделий и прочее; в состав клубов также входили и мужчины, поддерживающие права женщин. В 1906—1907 годах СРЖ вёл активную пропаганду за женское равноправие, а вопрос о допуске женщин к процедуре выборов становился всё более актуальным. Этим вопросом активно занималась Женская прогрессивная партия. Тогда женские организации стали выпускать многочисленные общественно-политические журналы, которые затрагивали актуальную проблему политических и юридических прав женщин и призывы к преодолению идейных расхождений общества.
В 1908 году в России прошёл Первый Всероссийский женский съезд, это стало одним из самых значимых достижений женского движения, в котором приняли участие более 1000 человек. На съезде был затронут вопрос об объединении женских организаций в единую общеженскую организацию, которая предала бы женскому движению организационную завершенность.
К началу XX века на фоне женского гражданского движения были сформированы 2 женских течения — так называемые «буржуазные феминистки», которые ставили перед собой целью изменение существующих законов, «попирающих права женщин», и социал-демократки, которые помимо этого ратовали за смену существующего режима. Вторые встречали активную поддержку со стороны коммунистических организаций. В частности, в 1913 году большевикам впервые удалось организовать празднование Международного женского дня, большевики и меньшевики стали издавать женские журналы. В то же время, идеологи революционного движения не поддерживали буржуазных феминисток и призывали остальных не поддерживать их. Однако к тому моменту образовалось иное и более радикальное феминистическое течение, которое продвигало идею равенства полов, отрицая устоявшуюся разницу ролей женщин и мужчин в обществе и семье, также радикальные активистки не поддерживали известные женские организации, называя их «буржуазными феминистками» или «дамами-благотворительницами». Вскоре за первым съездом последовали: Всероссийский съезд по борьбе с торгом женщинами (1910 год) и Первый съезд по образованию женщин (1913). Женщины, принимающие участия в съездах, стали называться «равноправками», благодаря их усилиям в 1911 году Дума приняла закон, позволяющий женщинам участвовать в земских волостных выборах.
В 1912 году был принят другой закон, позволяющий супругам раздельно проживать и иметь при этом равные наследственные права на общесемейное имущество. Также были попытки допущения женщин во все университеты и адвокатуру, которые, однако, не увенчались успехом. В 1908 году в России прошёл Первый Всероссийский женский съезд, это стало одним из самых значимых достижений женского движения, в котором приняли участие более 1000 человек. На съезде был затронут вопрос об объединении женских организаций в единую общеженскую организацию, которая придала бы женскому движению организационную завершенность. По примерным данным до 1917 года, средняя заработная плата женщины составляла 78 % от мужской.
В 1915 году женщины были допущены на должность почтальонов, стали действовать ясли и детские сады с женщинами-работницами, мастерские по пошиву белья для фронта, курсы сестёр милосердия, бесплатные столовые и приюты для беженок. В 1916 году было проведено совещание по вопросу о создании общероссийского Союза женщин, в который согласились войти большинство женских организаций, после чего было подано прошение на его регистрацию, однако был получен отказ.
На фоне буржуазно-демократической революции и свержения самодержавия женские активистки начинают более усердную борьбу за свои права. 19 марта 1917 года перед резиденцией Временного правительства в Петербурге состоялась 40-тысячная женская демонстрация, организованная Лигой равноправия женщин в союзе с другими женскими организациями. Участницы требовали распространить обещанное Временным правительством всеобщее избирательное право на женщин. Демонстрация закончилась, когда председатель Совета министров Временного правительства Г. Е. Львов заверил, что женщины получат избирательные права наравне с мужчинами. Позже в указе о выборах в Учредительное собрание появилась запись о всеобщем избирательном праве «без различия пола». После победы в выборах большевиков все иные организации, в том числе и женские, были объявлены вне закона. Таким образом, эпохе женского гражданского движения был положен конец.
- В мечтаниях, 1900-е годы
- Пряхи, 1903 год
- Портрет Нестеровой, дочери художника. 1905 год
- Молодые крестьянки, 1906 год
- Крестьянка с земляникой, 1907 год
- Благословения невесты, 1909 год
- Надя, 1909 год
- Серебрякова, автопортрет, 1909 год
- Крестьянская семья, 1909 год
- От святой заутрени. 1911 год
- Женщина-авиатор Лидия Виссарионовна Зверева на аэроплане, 1911 год
- Портрет Евфимии Павловны Носовой, 1911 год
- Молодые крестьянки, 1913 год
- Купчиха за чаем, Кустодиев
- Прапорщицы, выпускницы Александровского училища, 1917 год.

### Советский период
Большевики заявляли, что одной из наиболее приоритетных задач в построении коммунистического общества является в абсолютное уравнение всех слоёв населения в их правах. Постановленный декрет в 1917 году постановил, что ныне женщины и мужчины были абсолютно равны перед законом. Большевики поставили перед собой задачу по реформированию базисных семейных и общественных отношений в русском обществе, в частности семейных ценностей, и по ликвидации частной собственности, которая считалась главной причиной неравноправия полов. Главную роль в создании новых социальных отношений между женщиной и мужчиной сыграла Александра Коллонтай, видный политический деятель и одна из наиболее известных феминисток в российской истории. При этом сама Коллонтай выступала с резкой критикой в адрес феминисток, так как в то время ими называли женщин — «буржуазных феминисток», признающих неравноправие полов на культурном уровне. Она выступила инициатором ликвидации женских организаций и женских журналов, сама же в своих публикациях излагала теорию развития социального характера женщин в рамках марксистско-ленинской идеологии, при этом Коллонтай верила, что в первобытном обществе женщины пользовались высоким почётом, но с развитием частной собственности и хозяйственных отношений положение женщин сошло на нет.
После революции и принятия конституции РСФСР 1918 года женщины официально получили весьма широкие права. Например, закон о гражданском браке позволял женщине сохранять девичью фамилию. Декларировалось право на аборт, а мужчина, женившийся на женщине с детьми, должен был принять на них обязанность отцовства. Был максимально упрощён процесс развода, который мог осуществиться при послании почтовой открытки ЗагСу одним из супругов. Обязанность каждой женщины работать и ликвидация частной собственности сильно пошатнула традиционные семейные устои и ответственность по отношению к близким, что привело к ослаблению семейных устоев и, как следствие, резкому понижению рождаемости.
В 20-е годы в эпоху коллективизации и индустриализации женщины стали массово привлекаться к труду по развитию социальной инфраструктуры. Эти преобразования привели к тому, что к 30-м годам в среднем на женщину приходилось менее 1 ребёнка. Такая ситуация справедливо расценивалась как критическая, что заставило власть пересмотреть политику семейно-брачных отношений. В 1935 году было прекращено производство контрацептивов, а в 1936 году были запрещены аборты, также увеличена материальная помощь роженицам, установлена государственная помощь многодетным семьям и расширена сеть родильных домов.
Советская власть взяла курс на поддержание русской семьи. В 1936 году был также принят закон, затрудняющий процесс развода, а в 1944 году разводы было разрешено осуществлять только через суд. Практика развода значительно усложнилась, особенно для мужчин. Гражданские браки приравнивались к внебрачным связям и не находили поддержки со стороны государства. Материнство расценивалось как социалистическая обязанность женщины, которая дополнялась обязанностью трудиться наравне с мужчиной, таким образом на женщину накладывалось двойное бремя, которое значительно усложняло ей жизнь, хотя этот факт умалчивался в общественных обсуждениях и не признавался. Во время войны женщины стали занимать такие должности, как начальники цехов, руководители предприятий, однако они были снова вытеснены государством после войны, которое видели в женщинах главным образом работниц и матерей. В 1943 году было снова введено раздельное образование, с целью воспитывать девочек и мальчиков с разной ролью в обществе: мальчиков — как воинов и бойцов тыла, а девочек — как матерей и воспитательниц. Однако советское руководство не отказывалось от программы по социальному уравнению женщин, что создавало явные противоречия в советской женской политике. Эта проблема стала активно прорабатываться и решаться после смерти Сталина. Государство попыталось культивировать женщину как личность, которая имеет возможность принимать активное участие в общественном производстве, ощущать наравне с остальными долг перед обществом и быть единой с ним.
В эпоху оттепели и далее в 60-80-е годы советское руководство отстранилось от попыток жёсткого контроля и регулирования жизни и жизненных установок женщин. Происходит частичная реабилитация личной жизни и автономности семьи. В 1955 году образование становится снова смешанным, в том же году аборты были снова разрешены. В 1965 году процедура развода была снова облегчена, а в 1967 году женщина получила право получать алименты минимум 25 % от заработка семьи, из которой она ушла. В 1968 году были введены оплаченные отпуски по беременности и родам, пособие на детей матерям-одиночкам и разведённым женщинам. Новые законы в общем значительно улучшали положение женщины, но не решали проблему бытового неравенства, затруднённых возможностей для профессионального роста, более низких зарплат, которые тщательно замалчивались государством. Идеология того времени позиционировала идеальную женщину как работающую мать, образ которой также пополнялся её обязанностью ухаживать за мужем в доме и заботиться об их здоровье, создавая таким образом «тройное бремя» для женщин. Осознание этой проблемы побудило руководство ко взятию курса новой «неопатриархатной» политики относительно женщин и возвращения их в семью. Это привело к постепенному оттеснению женщин из руководства и престижных профессий. С другой стороны для решения проблемы двойного бремени женщины после широкой дискуссии в 1977 году была принята Конституция:

Женщина и мужчина имеют в СССР равные права. Осуществление этих прав обеспечивается предоставлением женщинам равных с мужчинами возможностей в получении образования и профессиональной подготовки, в труде, в вознаграждении за него и продвижении по работе, в общественно-политической и культурной деятельности, а также специальными мерами по охране труда и здоровья женщин, созданием условий, позволяющих женщинам сочетать труд с материнством; правовой защитой, материальной и моральной поддержкой материнства и детства, включая предоставление оплачиваемых отпусков и других льгот беременным женщинам и матерям, постепенное сокращение рабочего времени женщин, имеющих малолетних детей— Конституция Союза Советских Социалистических Республик. М., 1977.
Однако Конституция явно противоречила 53 статье о том, что в «семейных отношениях женщина и мужчина имеют равные личные и имущественные права». Такие несоответствия правоведы объяснили тем, что советское руководство, несмотря на все попытки уравнения мужчин и женщин в правах, не способно решить проблему того, что лишь женщины способны на воспроизводство, а неправильное принятие законов чревато созданием демографической проблемы.
Эти проблемы вызвали общественную реакцию у некоторых прогрессивно настроенных городских женщин и положили начало новому женскому гражданскому движению в 70-х и 80-х годах. Активистки этого времени были диссидентками. Многие из них работали в печатных изданиях машинистками, корректорами, переплётчицами, и делали попытку публиковать в известных изданиях темы, затрагивающие проблемы положения женщин в современном обществе. Однако они не нашли поддержки со стороны коллег-мужчин. В результате группа активисток в 1979 году создала альманах «Женщина и Россия», который ставил перед собой цель «развенчать миф о беспроблемности женской судьбы в СССР», но был арестован КГБ. В 1982 году стал выпускаться постоянный журнал, который стремился обратить внимание на «ныне попираемые женские ценности в обществе» и критиковал мужчин с их «жаждой лидерства со всеми её пороками». Последователи движения были сторонниками ненасилия и созидания, демократии и свободы выбора. Своеобразным женским движением выступало православное сообщество, активистки которого называли своим идеалом Богородицу.
Общая либерализация советского режима в 80-е годы привела к образованию новой волны активисток за женские права, или же феминисток, как они себя называли, которые образовывали разные женские организации. Их основной целью было доказать, что «опыт решения женского вопроса в СССР» всё ещё не был достигнут или вовсе являлся новой формой попрания женщин. Наиболее радикально настроенные феминистки и противники советского режима и вовсе отрицали существование какой-либо эмансипации женщины за весь период советской истории.
- Женщины, идите в кооперацию, 1918 год
- Портрет Лидии Яковлевны Рыбаковой с дочерью Олей. 1923 год
- Пропаганда против криминального аборта
- Tрактористки у трактора Интернационал, 1929 год
- Физкультурница
- Дочь рыбака, 1930-е годы
- Феминистский плакат, 1917 год
- Женский портрет модницы, 30-е годы
- Солдатки на марше в Москве, 1941 год
- Портрет девушки, 1950-е годы
- Портрет Сапожниковой, 1968 год
- Пожилая женщина, 1970-е годы
- Валентина Терешкова, первая в мире женщина-космонавт
- Студентки ССО «Ровесник» факультета физико-математических и естественных наук, Иркутская область, 1981 год

### Российская Федерация
Согласно докладу ООН от 2020 года Россия относится к странам с высоким уровнем человеческого развития и занимает 52-е место из 189 стран по половому неравенству. Конституция РФ закрепляет равные права женщин и мужчин на юридических и политических правах, право на собственность и неприкосновенность личной жизни. Однако на женщин распространяется так называемая Охрана труда женщин, которая распространяет ограничения и привилегии для беременных женщин и женщин с маленькими детьми, а также устанавливает запрещённые для женщин профессии, которые могут навредить их здоровью и материнской детородной функции, а именно профессии, связанные с подъёмом тяжёлых грузов, вредными условиями труда, подземными работами и т. д. До конца 2020 года существовало 456 профессий, запрещённых для женского труда. С 1 января 2021 года приказом Минтруда РФ список был сокращён до 100 запрещённых профессий.
Статья 19 Конституции Российской Федерации 1993 года гарантирует равные права женщинам и мужчинам. В соответствии с Трудовым кодексом РФ (ст. 254—256) женщины имеют право на оплачиваемый отпуск по беременности и родам, на оплачиваемый отпуск по уходу за ребёнком, а также на неоплачиваемый отпуск по уходу за ребёнком до достижения ребёнком 3 лет. Также женщины в РФ имеют право на получение материнского капитала при рождении или усыновлении двух и более детей.
Исторически русская женщина слабо или никак не была представлена в политике. Это объяснялось тем, что многие женщины предпочитали оставаться незамеченными в общественной сфере, так как боялись стать публичной фигурой и в результате стать объектом насилия или дискриминации. Однако рубеж XX и XXI веков ознаменовался постепенным входом женщин в политическую жизнь: так, например, если в СССР женщины практически не были представлены в политике, то в начале 2000-х годов российские партии всё активнее стали представлять различные чиновницы. По состоянию на 1999 год в среднем в политических партиях женщины составляли 10 % от их членов. А по состоянию на 2003 год в Санкт-Петербурге среди администраторов женщины составляли уже 43 %. Параллельно с этим изменения претерпело и общественное мнение: так, например, если в 1999 году мнение о том, что женщине нет места в политике, поддерживали абсолютное большинство опрошенных мужчин, а женщины выражали удивление или апатию, то в 2006 году право женщин участвовать в политике поддержали 35 % опрошенных мужчин, в 2014 году их доля возросла до 51 %, а в 2016 году эта доля составляла уже 77 %. В том же году каждый третий россиянин желал видеть женщину в качестве президента. Большинство мужчин и женщин признают, что женщина-политик должна обладать сильной волей и мужскими качествами.
11 октября 1993 года на основе женских организаций, существовавших в России ранее, создано общероссийское общественно-политическое движение «Женщины России». Движение было довольно успешно, так как принимало участие в парламентских выборах в декабре 1993 года и прошло в Государственную Думу РФ, поэтому была создана одноимённая фракция. Они завоевали 4 369 918 голосов (8,13 %) и 21 место в Государственной Думе. Смыслом движения являлось отстаивание прав и свобод человека, прав женщин как неотъемлемой составной части всеобщих прав человека, а также прав семьи (обеспечение социальных гарантий и государственной поддержки). В 1995 году «Женщины России» находилась в союзе с экологической партией «Зелёные».
По данным на 2003 год, 80 % из опрошенных замужних женщин сталкивались хотя бы раз с проявлением психологического насилия со стороны мужа. По данным на 2013 год, в России 36 000 женщин терпели на себе ежедневные побои со стороны мужа, при этом лишь 30—40 % из женщин обращаются за помощью, а 97 % дел, связанных с домашним насилием, не доходит до суда. При этом «женская проблема» в русском обществе остаётся третьестепенной, а полиция отказывается квалифицировать домашнее насилие как уголовное преступление. Результаты опросов показывают, что большинство женщин России считают, что в обществе существует половое неравенство в пользу мужчин, но одновременно большинство из них заявляют, что в равноправии нет необходимости, или даже оправдывают неравенство необходимостью сохранять семейные ценности. Если проблемы женского неравенства и обсуждаются, то, как правило, в интернете в тематических сообществах и без участия мужчин. Идеи современного феминизма встречают негативную реакцию у большинства российских женщин, так как у большинства людей ассоциируются с радикальной, третьей волной феминизма, другая причина кроется в насильственной эмансипации женщин, проводимой политикой СССР.
По данным исследования Grand Thornton, Россия занимает одно из лидирующих мест по половому равенству в рабочей сфере, в частности, 2 из 5 каждых руководящих всех российских компаний являются женщинами, которые реализуют себя особенно успешно в сфере высоких технологий, розничной торговли, СМИ, производства, транспорта и коммуникаций. Достаточно много женщин присутствует и в политике. Однако, в нефтяной, газовой и металлургической промышленности преобладают мужчины.
С другой стороны, работодатель по закону не имеет права уволить беременную женщину или с малолетним ребёнком и обязан предоставлять 3-х летний декретный отпуск. По мнению журналистки The Financial Times Изабель Горст, после распада СССР, когда отменили закон, обязывающий каждого совершеннолетнего гражданина работать, многие русские женщины добровольно стали возвращаться к своим традиционным ролям, хотя Россия остаётся одним из лидеров по количеству разводов.
В марте 2019 года было проведено исследование РАН «Гендерный профиль социально-экономических проблем столичного региона», в котором говорится, что средний размер заработной платы женщин в Москве на 11 % меньше, чем средний размер размер заработной платы у мужчин.
Доля женщин, являющихся собственниками предприятий в России, на начало 2024 года составляет 41% и продолжает расти. В сфере интернет-торговли женщины обошли мужчин. Они оставляют 52% владельцев интернет-магазинов, доля предпринимательниц в офлайн-бизнесе выросла до 48%.

В марте 2024 года президент РФ заявил о том, что 40% руководящих должностей в России занимают женщины. Поскольку женщины в России работают школах и детских садах, а также занимают ведущие позиции в образовании — они играют ключевую роль в сохранении духовно-нравственных ценностей и традиций.
- Сотрудницы химической лаборатории на Волгодонской атомной станции, Волгодонск
- Работницы в машинном отделении Курской атомной электрической станции, Курчатов
- Школьницы старших классов, Комсомольск-на-Амуре, 2009 год
- Женщина в национальном костюме, 2013 год
- Девушка загорает на подоконнике, 2010 год
- Девушка и суворовец, 2010 год
- Русские женщины любят надевать красивые наряды на выход

## Образование
Письменные источники XII—XIV веков свидетельствуют о том, что многие женщины господствующего класса получали высокий уровень образования, такие женщины хорошо владели церковной литературой, математикой и средневековой философией. Некоторые княгини владели собственными библиотеками.
Однако роль простой женщины-крестьянки сводилась к домохозяйству, и в таких условиях ей не требовалось получать образование. Впервые женщины получили возможность получать низшее образование при организации народных училищ в 1776 году, куда могли добровольно идти любые крестьяне, однако очень мало женщин посещало подобных занятий из-за общего мнения в семье, что женщине это в жизни не понадобится. В некоторых губерниях и вовсе отсутствовали семьи, желавшие отдать своих дочерей в подобные школы. Лишь ко второй половине девятнадцатого века значительное количество семей соглашались отдавать своих девочек в народные школы.
Впервые среднее учебное заведение для женщин в России — Смольный институт благородных девиц было построено по указу императрицы Екатерины II для обучения девушек из знатных семей. После чего сначала в Петербурге, а позже и в других городах для девушек из знатных семей начали строиться многочисленные институты. К 1825 году количество девушек-учащихся в таких заведениях возросло до 12 000 человек. Такие изменения встречались в обществе неоднозначно, были и противники подобных реформ:

Упражнение в науках и словесности есть ли необходимая принадлежность женщины? Не охладит ли любовь к словесности в женщине любви супружеской?— Журнал «Вестник Европы» 1819 год
Так как получение среднего образования для женщин в передовых кругах общества стало необходимой нормой, по указу императора Александра II в разных городах была создана единая система женских общеобразовательных училищ с семилетним курсом обучения; такие заведения в 1862 году стали называться женскими гимназиями. Против гимназий выступали видные руководители народного просвещения.
В XIX веке прошли первые реформы по возможности получения высшего образования для женщин, в которых принимали многие женщины-активистки. Важнейшим залогом образования для женщины была возможность жить самостоятельно и не отдавать свою судьбу в руки родителей или мужа. Так, впервые в 1861 году в Петербургский высший университет были впервые приняты несколько женщин, однако в результате студенческих беспорядков приём женщин в университет был закрыт. Позже в рамках эксперимента были созданы общеобразовательные курсы для женщин, которые хотя и не имели утвержденных правительством уставов, но давали женщинам возможность нормального существования. Возможность получения высшего образования для женщин поддерживали и многочисленные активисты, общественные деятели, она находила поддержку в ряде произведений художественной литературы Тургенева, Некрасова, Чернышевского и других. Тем не менее женщины, активно стремящиеся получить высшее образование, порицались в обществе и в кругу семьи и назывались «нигилистками».
В 1871 году было организовано совещание, посвящённое женскому образованию, где было утверждено положение о Бестужевских курсах в Петербурге для женщин, которые, однако, не получили финансовой поддержки правительства. Тогда спонсировать курсы вызвались видные общественные деятели-женщины. Однако в регулярные высшие учебные заведения женщин всё ещё не принимали, поэтому многие из них уезжали на учёбу за границу, откуда вышли первые в мире профессиональные русские женщины-врачи. В России вскоре также стали впервые открываться женские медицинские институты. В 1906 было разрешено принимать женщин во все университеты, впоследствии снова запрещено и снова ограниченно разрешено в 1911 году в результате усилий женщин-активисток. В 1913 году женщины составляли 37,2 % среди всех студентов высших учебных заведений и добились полного равноправия в возможности получать высшее образование наравне с мужчинами.
По данным опроса на 1867 год, лишь 2 % из всех женщин страны были грамотными, в то время как среди мужчин эта отметка достигала 16,1 %. При этом уровень женской грамотности в разных деревнях значительно разнился, в частности, по данным на 1883 год, если грамотность среди женщин Коломенского уезда достигала 9,8 %, то в Можайском уезде этот процент приближался к единице. Реформы, проводимые государством в конце XIX века, привели к тому, что уровень грамотности среди женщин возрос и в Московской области достиг 25,9 % в 1908—1912 годах, однако это был лучший показатель в Российской империи. Среди городских женщин уровень грамотности был гораздо выше и в столице — Санкт-Петербурге достигал 46,4 % в 1863—1879 годах.
После революции 1917 года данные о женском студенчестве долгое время отсутствовали и замалчивались, и лишь в 1930 году был выпущен справочник, содержащий статистику женского высшего образования с 1912 по 1930 год, исходя из которого становится ясно, что доля женщин-студенток уменьшилась по сравнению с дореволюционной эпохой. Однако после 30-х годах страна сталкивается с нехваткой квалифицированных специалистов и организует программу, призванную привлечь девушек к получению высшего образования. В результате, по данным на 1959 год, доля женщин-специалистов была почти равна доле мужчин, а в 1965 значительно превышала в области инженерии, медицины, агрономики, педагогики и т. д. Однако в более поздний период СССР доля женщин-студенток снова начала быстро сокращаться, однако оставалась гораздо выше по сравнению с такими развитыми странами, как США, Франция, ФРГ, Япония и другие.

## Женщины в правительстве
По дошедшим древним летописям известно о многочисленных случаях участия русских княгинь и боярынь в политической борьбе в XII—XIII веках. В раннефеодальной истории Руси присутствует множество примеров, когда женщина-правитель совершала значимые реформы. Наиболее известная правительница — княгиня Ольга . Русские княжны, которых в своё время выдавали замуж за иностранных принцев и королей, играли важную роль в управлении таких стран, как Франция, Германия, Византия, Швеция, Дания и Польша.
Однако с укреплением христианства на Руси в XIII—XIV века женщины оказываются значительно ограничены в своих правах и в летописях упоминались минимально, лишь в роли очередной жертвы захвата и насилия. Однако некоторым царицам удавалось значительно влиять на власть в тот период, когда они растили молодых царевичей — наследников престола. На всех женщин, в том числе и из высших кругов, распространялось затворничество, которое обязывало их всегда оставаться в кругу семьи и не показывать себя без надобности чужим людям.
Положение радикально изменил Пётр I, фактически сделав практику затворничества незаконной. В результате проведённых им реформ XVIII век известен как эра российских императриц-самодержиц: Екатерина I, Анна Иоанновна, Елизавета Петровна, Екатерина II. Императрица Екатерина II известна как одна из самых ярких и сильных политических деятелей в истории российского государства, также она положила начало женскому образованию в России.

## Женщины в российской армии и флоте
Несмотря на то, что в старину женщине не положено было учиться военному искусству, в истории России известны женщины-воины: княжна Дарья Ростовская, дочь ростовского князя Андрея Фёдоровича, участвовала Куликовской битве; в Отечественной войне 1812 года в рядах войск прославилась Надежда Дурова, воевавшая в мужском костюме под псевдонимом Александров, а среди партизан — Василиса Кожина.

В Первой мировой войне добровольцем пошла воевать Ольга Кабанова, выдав себя за мужчину по имени Олег. Во время ВОВ танкистом и механиком танка Т-34 служила Александра Ращупкина, скрыв свой пол и назвавшись Александром.

Ещё раньше Западной Европы в 1716 году Пётр I утвердил указом участие женщин в рядах армии в санитарные, хозяйственные и госпитальные работы. Впоследствии по повелению фаворита Екатерины II князя Григория Потёмкина в Крыму была устроена «амазонская рота», сформированная из числа жен и дочерей офицеров. Они прекрасно держались в седле, метко стреляли из ружей, отличались отвагой.

В Крымскую войну 1853—1856 гг. женщины находились уже в действующей армии: в ноябре 1854 г. в Крым прибыло 120 сестер милосердия Крестовоздвиженской общины сестер попечения о больных и раненых воинах России. С 1877—1878 годов женщины получили право находиться в рядах армии, но одновременно и запрет (до XX века) получать офицерские должности и прямо участвовать в боевых действиях. В 1917 году на стороне белого движения были сформированы Женские батальоны смерти.
В СССР в период 2-й Великой Отечественной войны существовала Центральная женская школа снайперской подготовки, женщин-снайперов. Среди которых была Герой Советского союза, майор ВМФ СССР Людмила Павличенко.